# أو تي بي بنك
 تعد أو تي بي بنك واحدة من أكبر مزودي الخدمات المالية المستقلين في وسط وشرق أوروبا مع مجموعة كاملة من الخدمات المصرفية للأفراد وعملاء الشركات. تتكون المجموعة من الشركات التابعة الكبيرة التي تقدم خدمات في مجال التأمين والعقارات والتخصيم والتأجير وإدارة الأصول وصناديق الاستثمار والمعاشات التقاعدية. يخدم البنك العملاء في 10 دول، وهي المجر وسلوفاكيا وبلغاريا وصربيا ورومانيا وكرواتيا وأوكرانيا والجبل الأسود وألبانيا وروسيا . في عام 2019 ، دخل أو تي بي بنك في اتفاقية لشراء موبياس بنكا اف مودوفا . تم الانتهاء من الاتفاقية في 25 يوليو 2019.
في الوقت الحاضر، يخدم أكثر من 36000 موظف 13 مليون عميل في أكثر من 1500 فرع ومن خلال القنوات الإلكترونية في جميع أسواق البنك. لا يزال البنك هو أكبر بنك تجاري في هنغاريا بحصة سوقية تتجاوز 25٪.
بدأت نشاطها في عام 1949 عندما تم تأسيسه كبنك للادخار والتجارة. يرمز إلى (بنك الادخار الوطني) الذي يشير إلى الغرض الأصلي من إنشاء البنك. أصبح البنك عامًا في عام 1995 ، وانخفضت حصة الدولة في رأس مال البنك إلى سهم ذهب تفضيلي واحد، والذي تم إزالته أيضًا بعد ذلك بوقت قصير. حاليا معظم أسهم البنوك مملوكة لمستثمرين من القطاع الخاص والمؤسسات، مما يضمن استقرار هيكل الملكية للشركة. يتمتع بهيكل مساهم عائم مجاني، مع نسبة تعويم مجانية تبلغ 68.61٪. أما الباقي فيحتفظ به الملياردير فوربس ميجيت رحيمكولوف بنسبة 8.88٪ ومجموعة الهنغارية ام أو ال بنسبة 8.57٪ والفرنسية جروباما بنسبة 8.3٪ والأمريكية لازارد بنسبة 5.64٪.

شعار او تي بي بنك المستخدم بين عامي 1991 و 2007

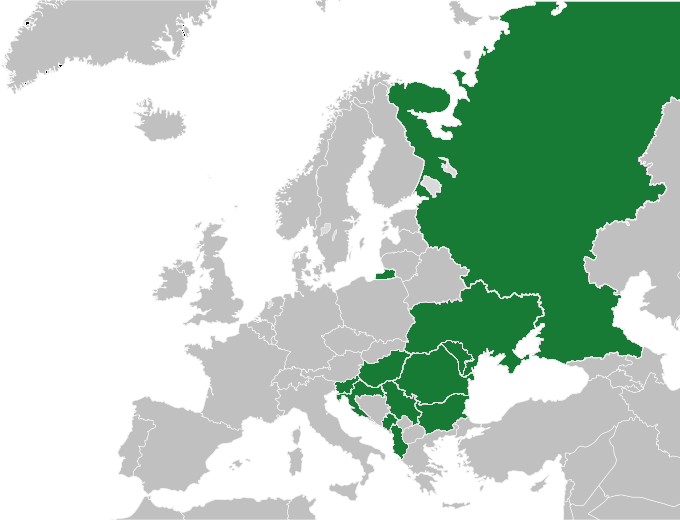
الخريطة مع البلدان التي لديها فرع من او تي بي بنك ملحوظ باللون الأخضر.

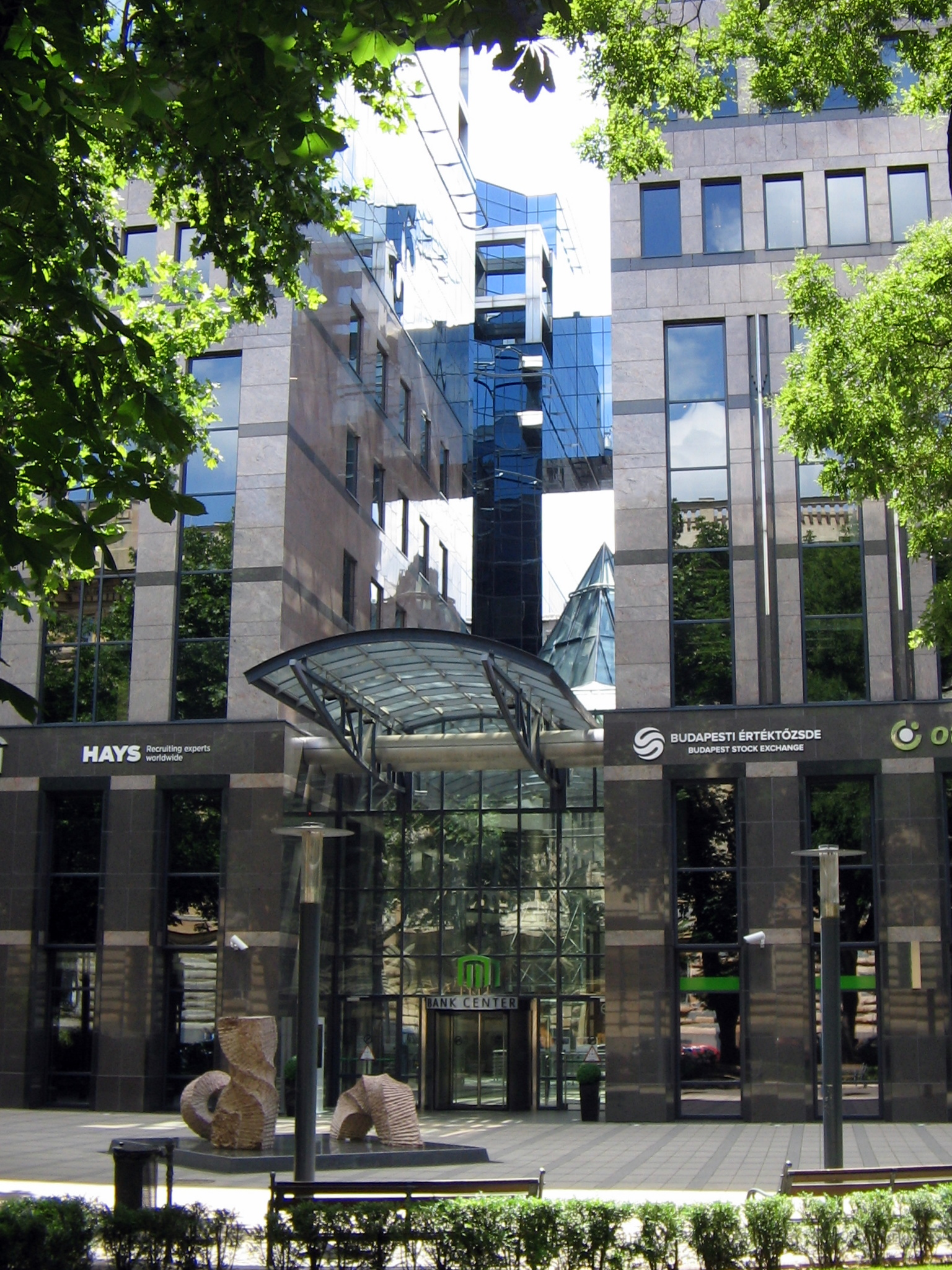
بناء مقر او تي بي بنك الدولي وبورصة بودابست

## البنايات

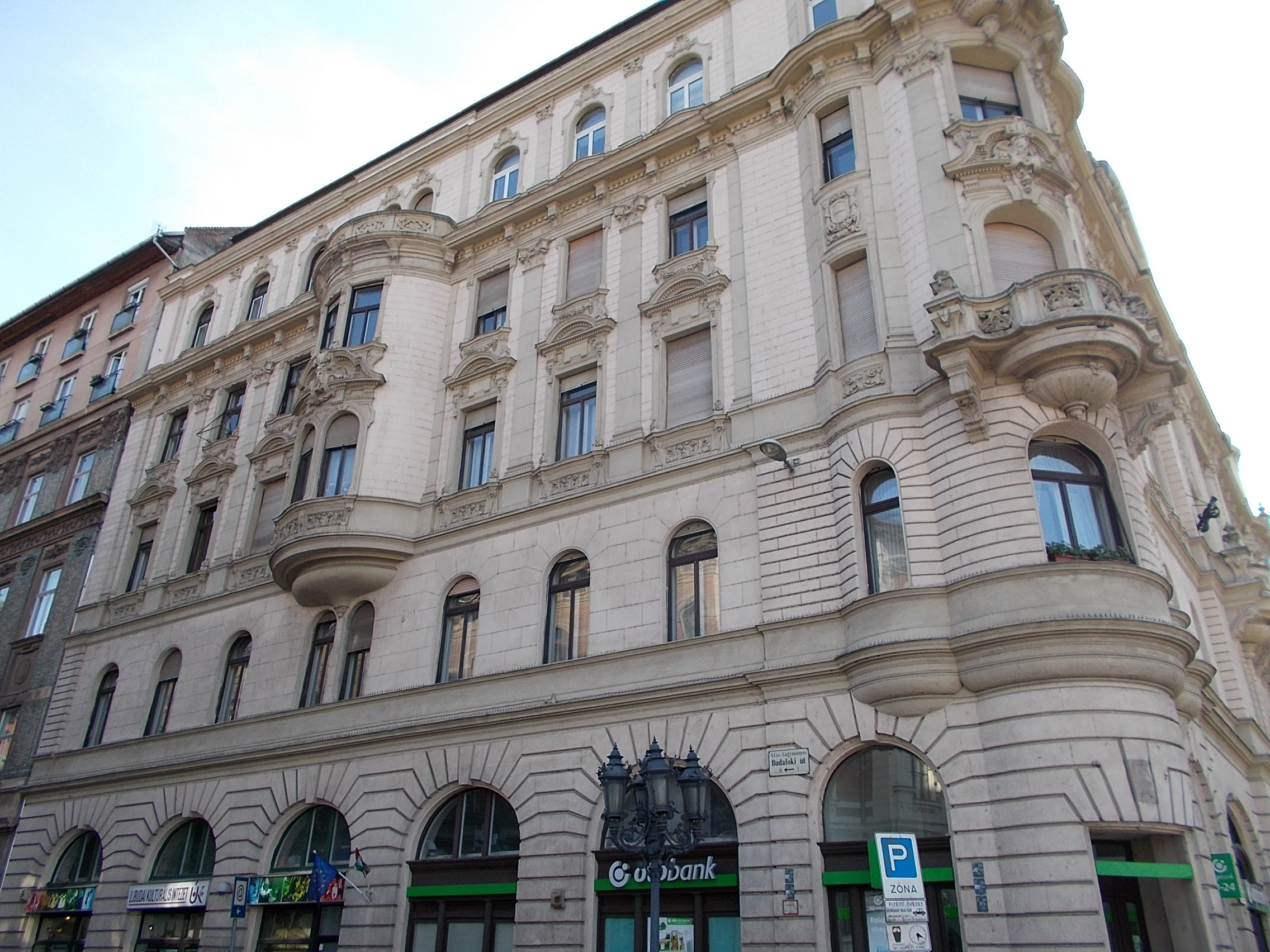
او تي بي بنك في بودابست ، المجر
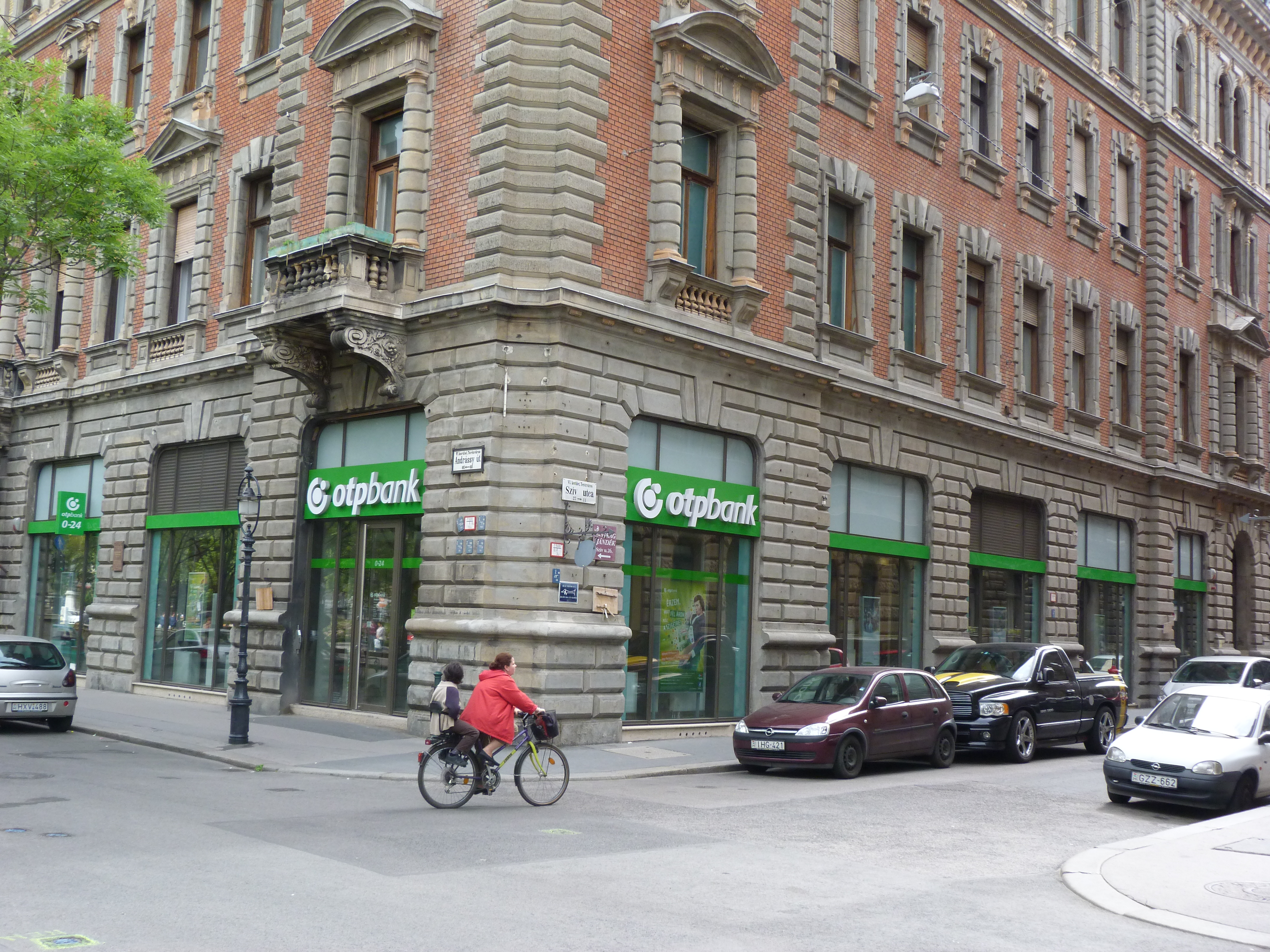
او تي بي بنك في ، بودابست ، المجر
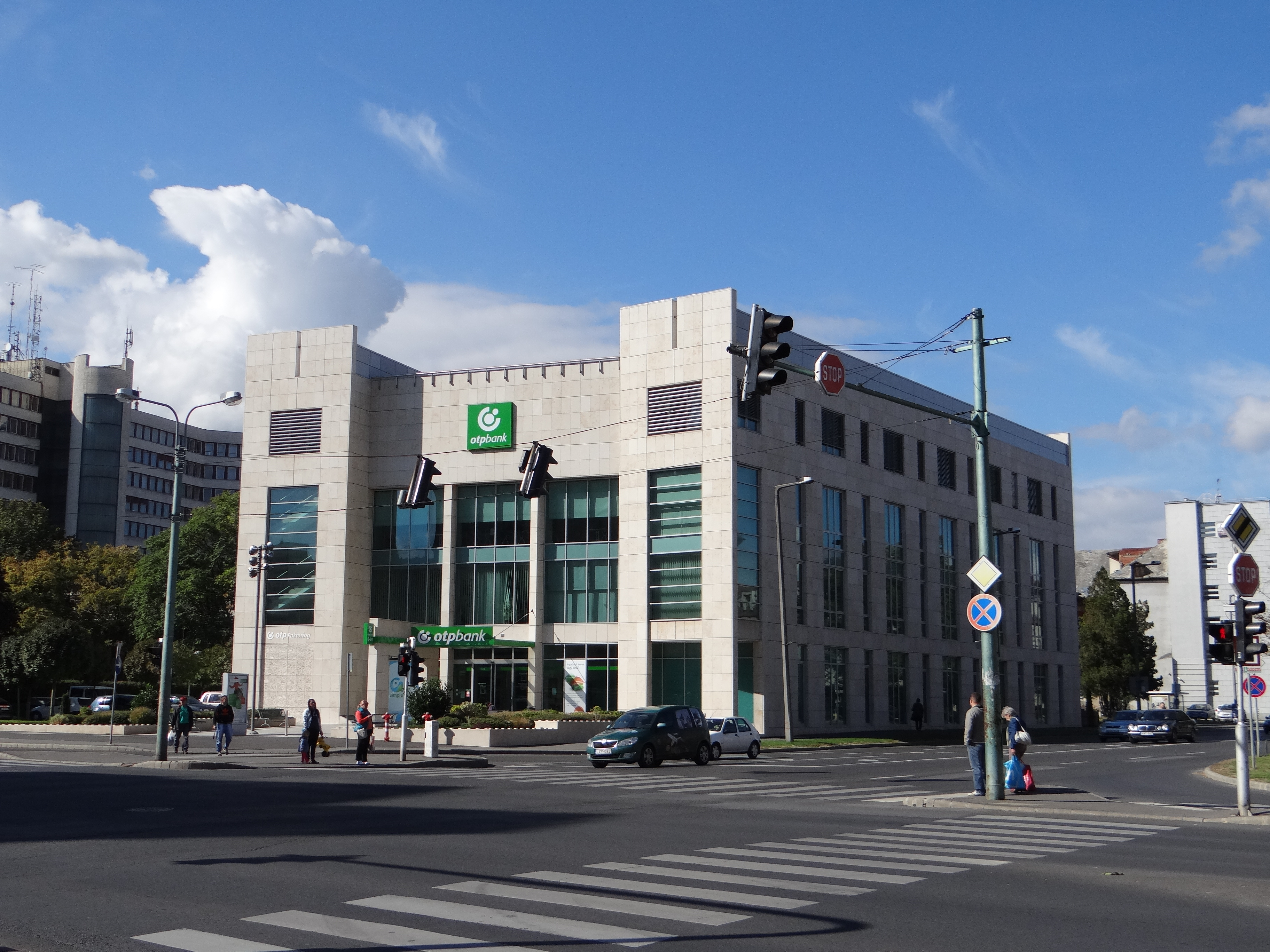
او تي بي بنك في ميسكولك ، المجر
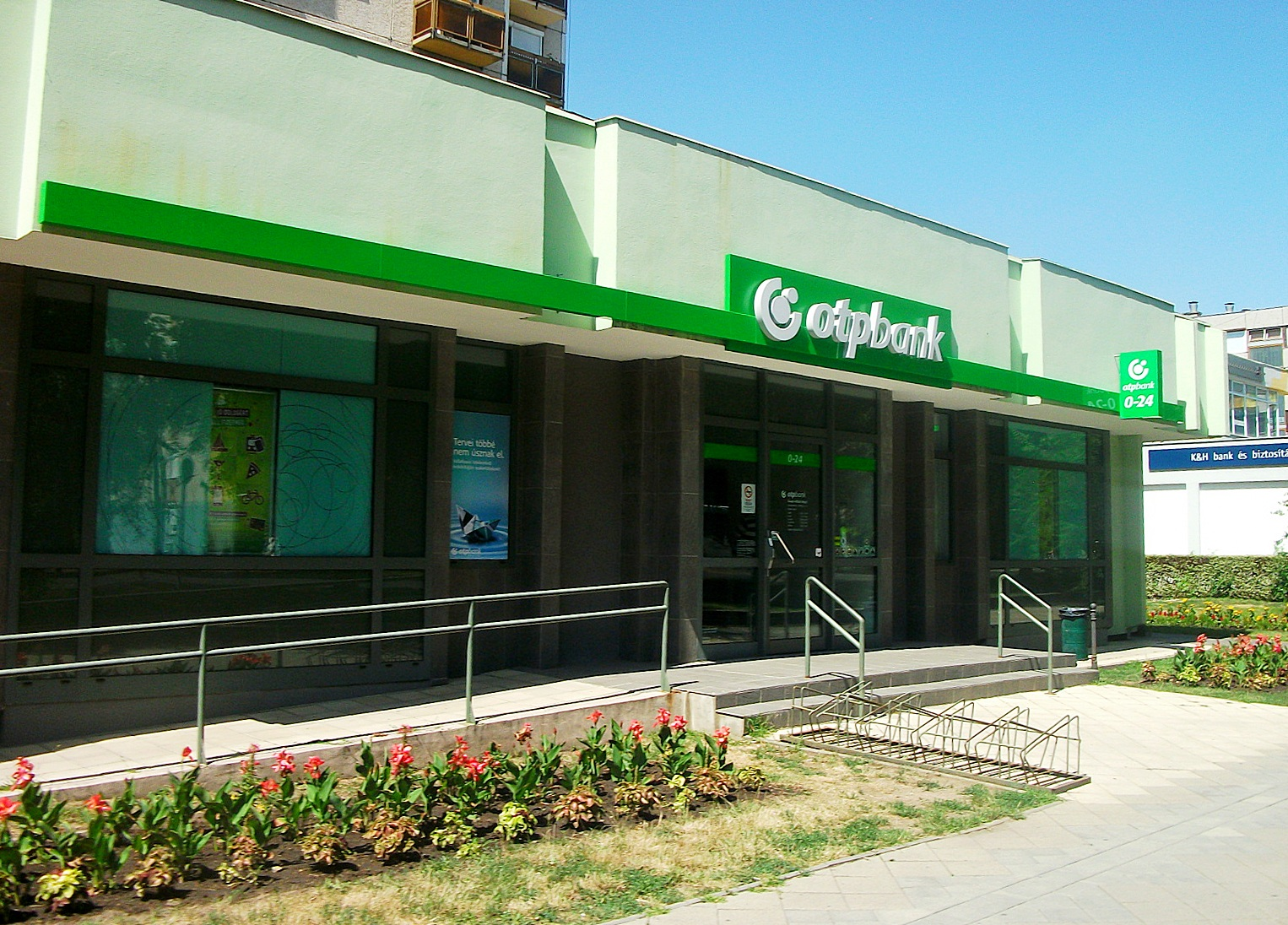
او تي بي بنك ، المجر
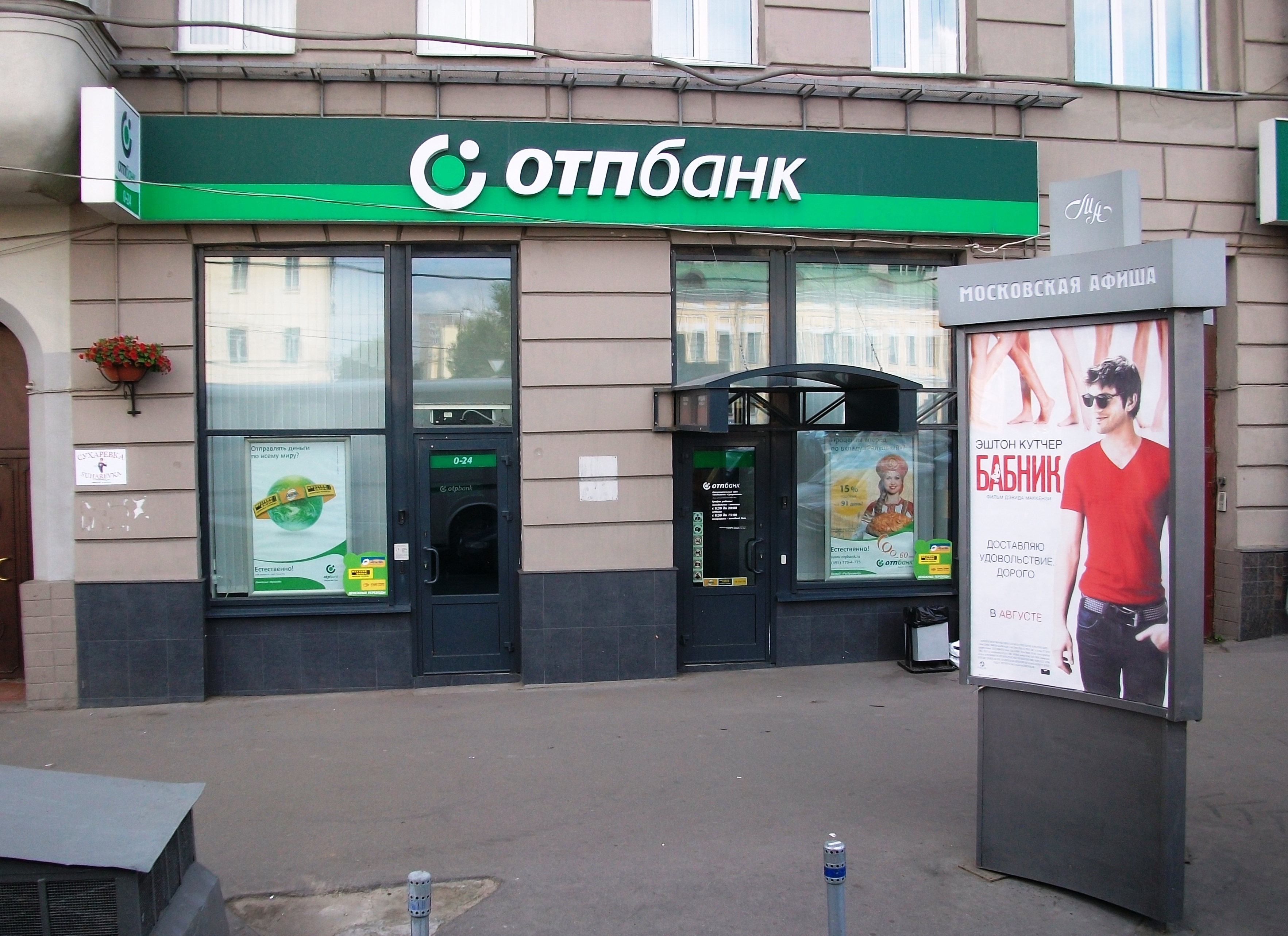
او تي بي بنك في موسكو ، روسيا
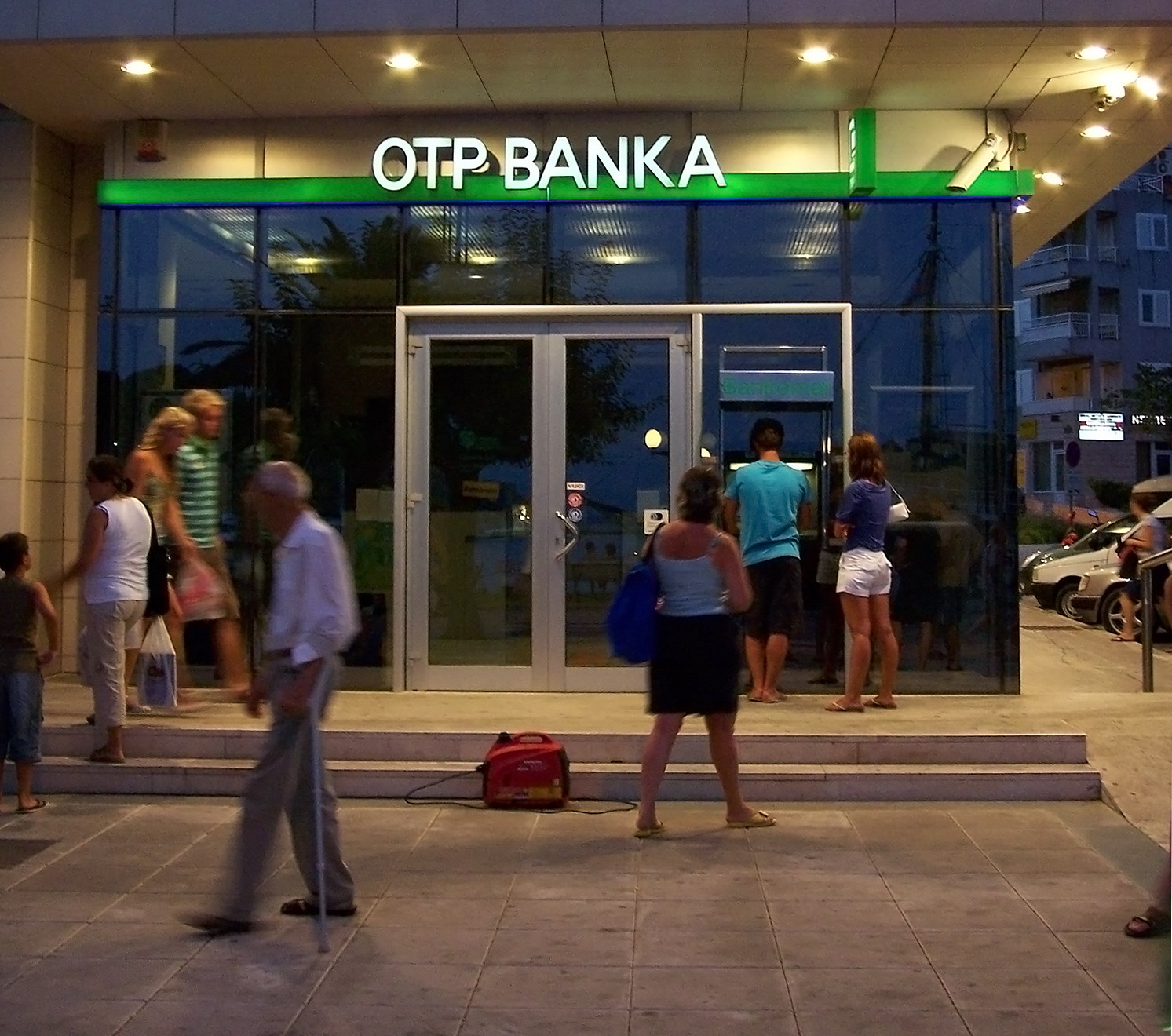
او تي بي بنك في زغرب ، كرواتيا
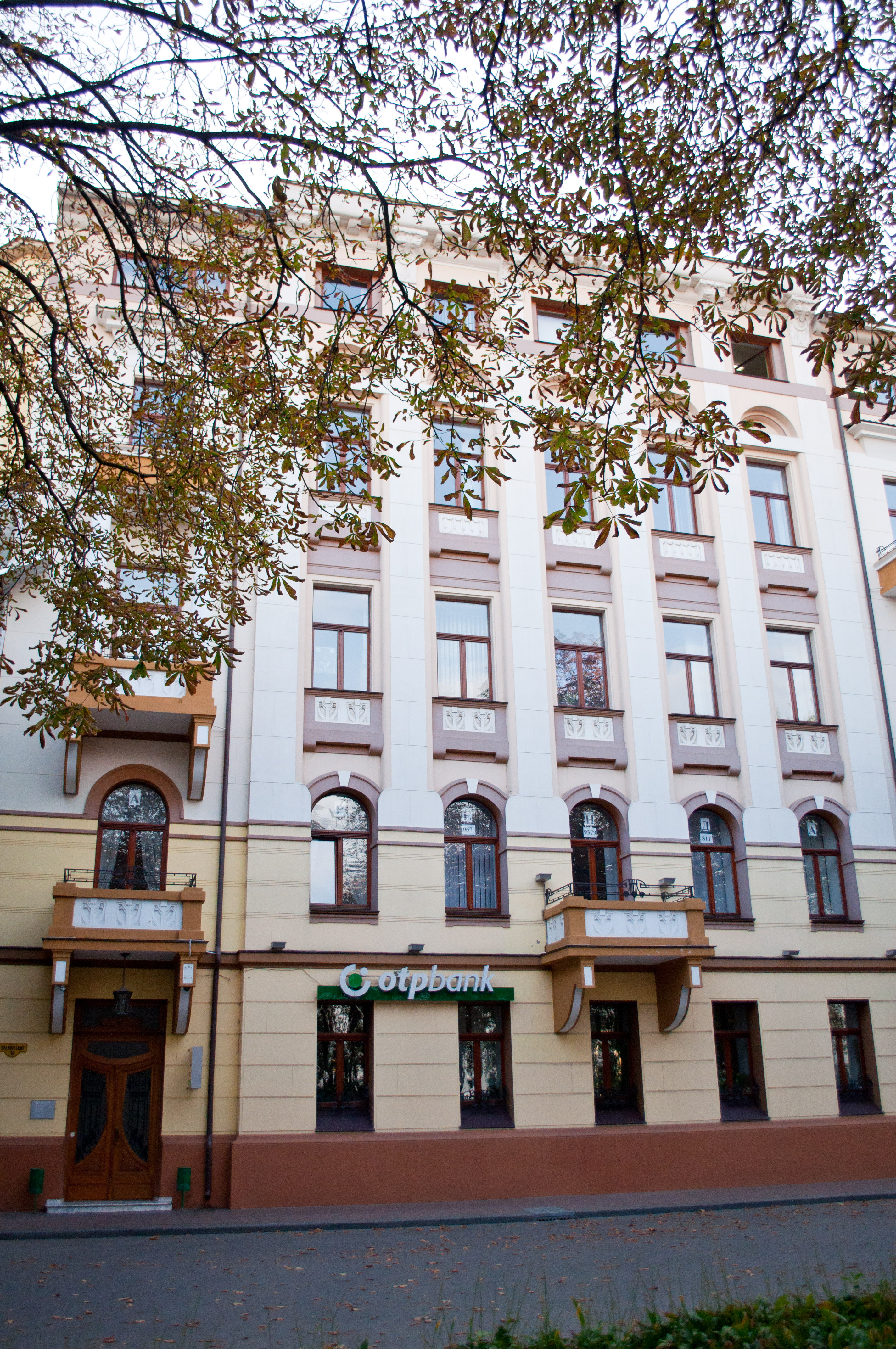
او تي بي بنك في أوديسا ، أوكرانيا
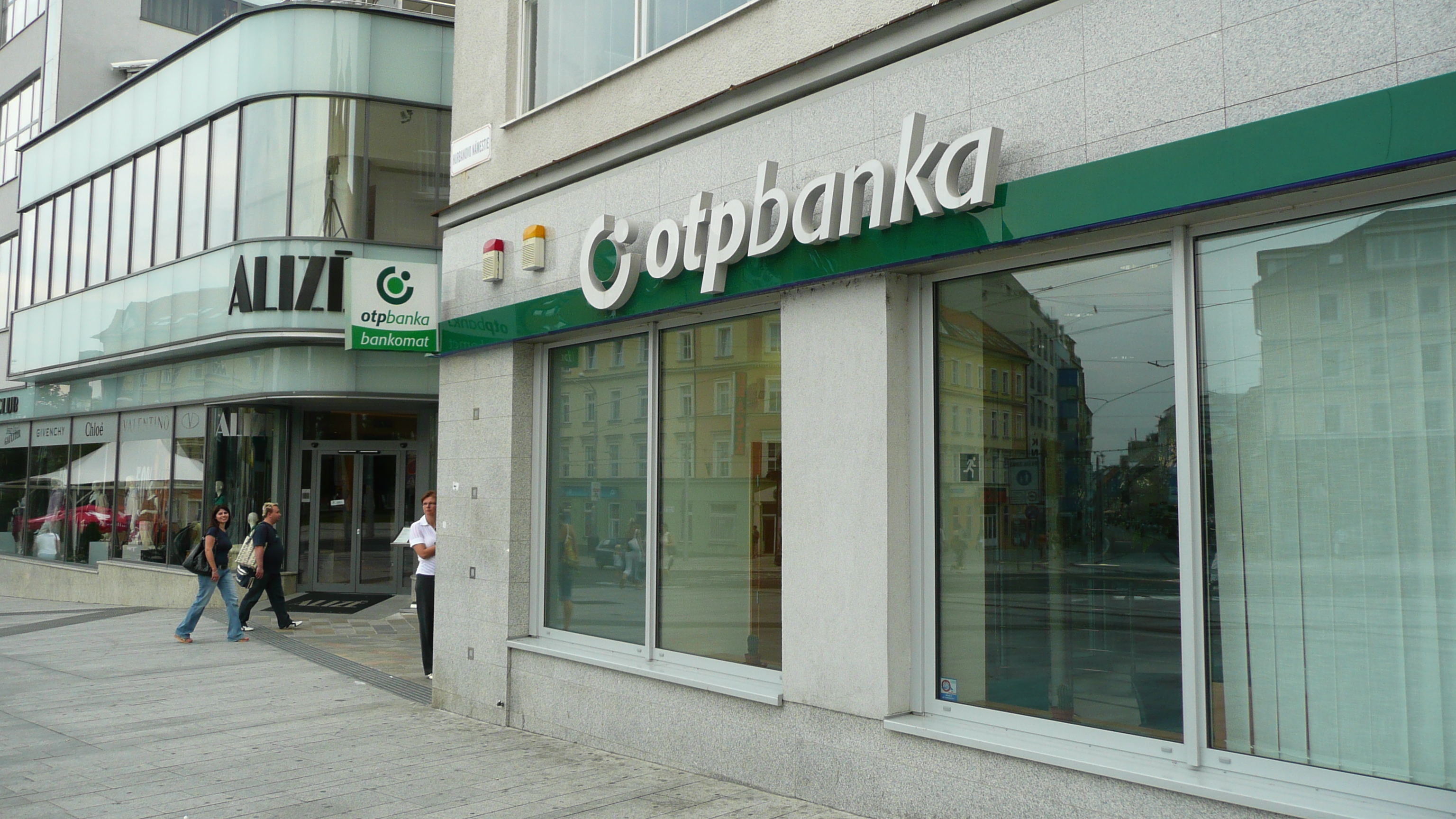
او تي بي بنك في براتيسلافا ، سلوفاكيا
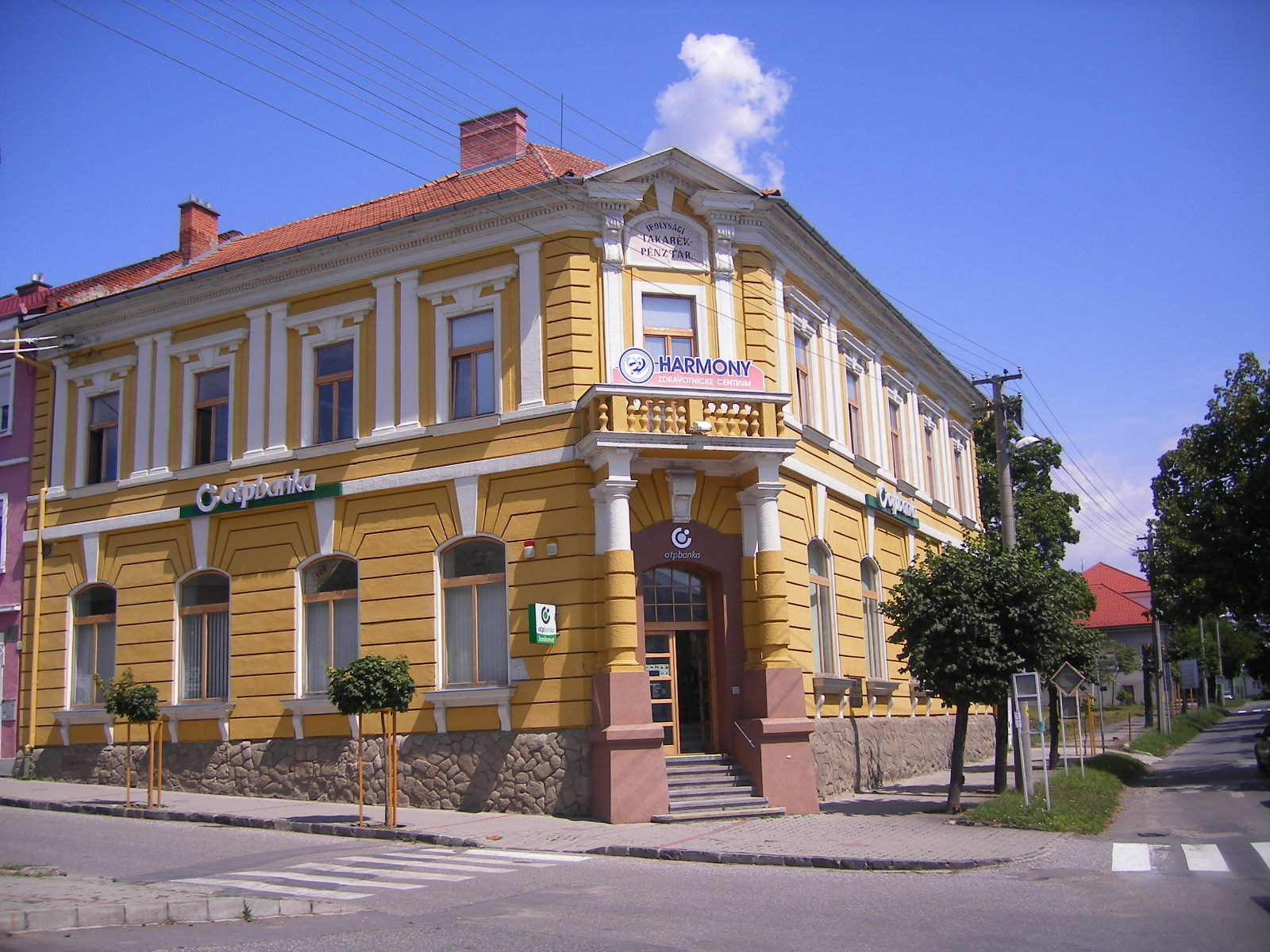
او تي بي بنك في شاهي ، سلوفاكيا
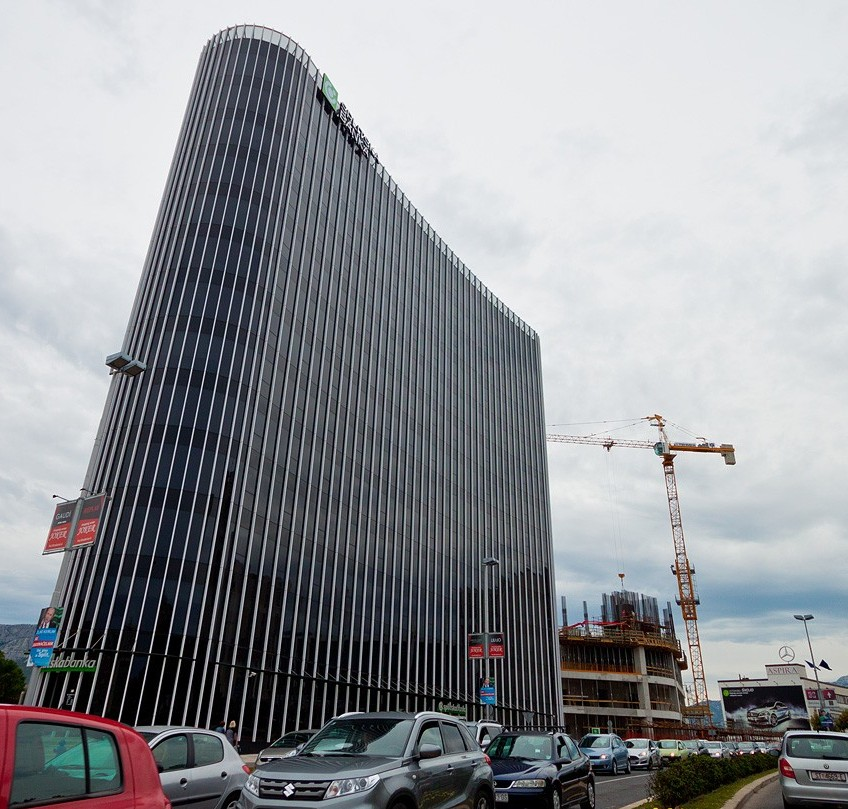
مقر البنك في سبليت ، كرواتيا

## روابط خارجية
- الموقع الرسمي